# Al doilea asediu arab al Siracuzei

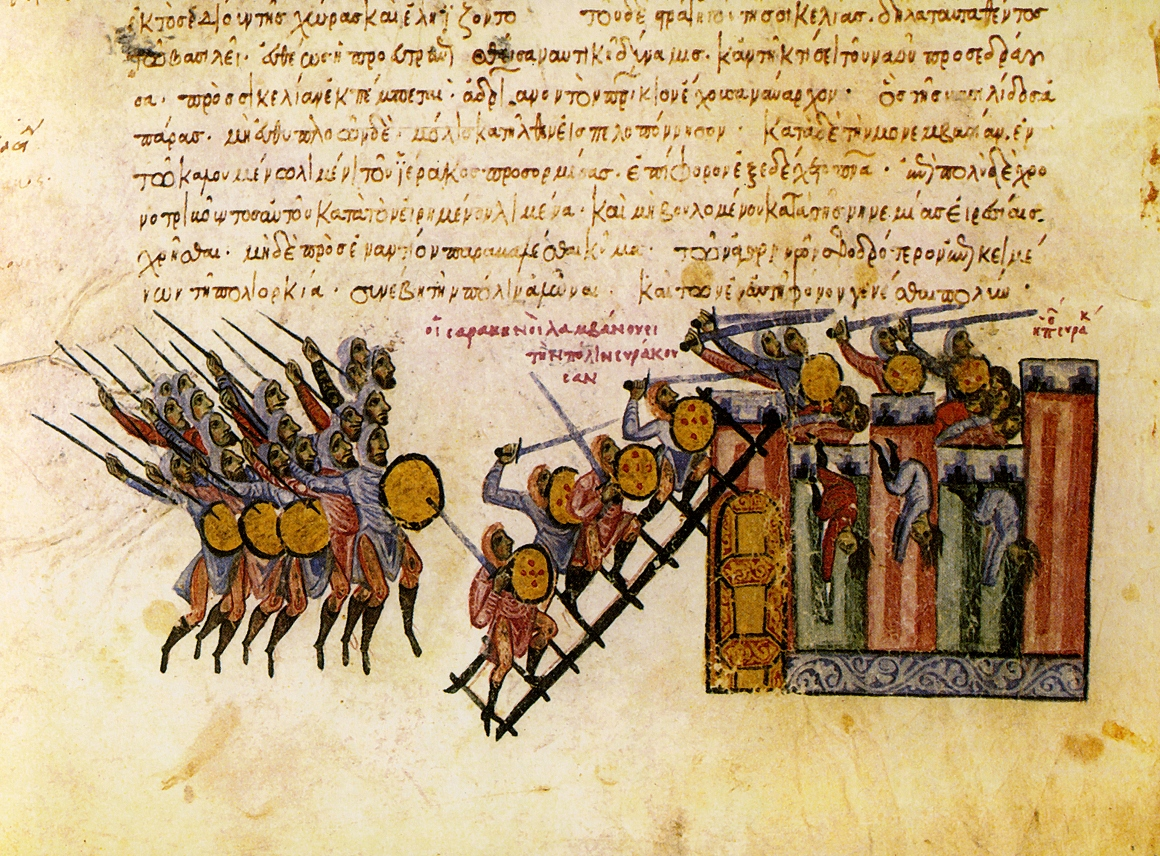
Al doilea asediu arab al Siracuzei

Asediul Siracusei din 877–878 a condus la căderea orașului Siracusa, vechea capitală romană și bizantină a Siciliei, de către dinastia arabă a aghlabizilor din Tunisia. Aghlabizii asediaseră Siracusa și anterior, în 827-828, însă eșuaseră în acea tentativă. În pofida respingerii lor, musulmanii ocupaseră treptat porțiunile apusene și centrale ale insulei, iar în august 877, comandantul musulman Jafar ibn Muhammad al-Tamini a trecut la conducerea unei puternice forțe împotriva Siracusei. Orașul, lipsit de sprijinul împăratului bizantin Vasile I Macedoneanul, a căzut în 20/21 mai 878. După acest eveniment, doar puține avanposturi au mai rămas în mâinile bizantinilor, iar cucerirea musulmană a Siciliei a fost completată prin căderea orașului Taormina în 902. Asediul și cucerirea Siracusei sunt narate amănunțit de către Theodosie Călugărul, martor ocular al evenimentului.